# Handrabura, Bârzula
Handrabura (în ucraineană Гандрабури, transliterat: Handraburî) este un sat în comuna Ananiev din raionul Bârzula, regiunea Odesa, Ucraina.

## Istoric
Satul a fost fondat în 1776 de către țărani-fugari din Moldova.
Către 1859 în satul Handrabura din ținutul Ananiev, gubernia Herson locuiau 2.010 de persoane (1.045 de sex masculin și 965 de cel feminin), existau 306 de gospodării, și o biserică ortodoxă.
În 1886 în satul din parohia Handrabura (centrul căreia era) locuiau 2.733 de persoane, în 519 gospodării; exista de asemenea biserica ortodoxă și o școală.
La recensământul imperial din 1897 numărul de locuitori a crescut la 4.845 de persoane (2.472 de bărbați și 2.373 de femei), dintre care 4.817 de credință ortodoxă.

## Demografie
Componența lingvistică a comunei Handrabura
     Română (94,02%)
     Ucraineană (3,28%)
     Rusă (2,62%)
Conform recensământului din 2001, majoritatea populației comunei Handrabura era vorbitoare de română (94,02%), existând în minoritate și vorbitori de ucraineană (3,28%) și rusă (2,62%).

## Personalități
- Alexandru Diordiță (1911–1996), politician sovietic moldovean, președinte al Sovietului de Miniștri al RSS Moldovenești (1958–1970).
- Alexandru Utka (1911–1972), politician sovietic moldovean.
- Efrem Barbăneagră (n. 1941), episcop al Bisericii Ortodoxe Ruse, episcop de Borovici și Pestovo.
- Alexei Barbăneagră (n. 1945), jurist moldovean, Ministru al justiției al R. Moldova (1990–1994).

## Vezi și
- Românii de la est de Nistru